# Gabinete Caligari
Pour les articles homonymes, voir Caligari.
Gabinete Caligari est un groupe de rock espagnol rattaché à la Movida, fondé en 1981 à Madrid et actif jusqu'en 1999.
Le nom du groupe est inspiré du film expressionniste de 1920 Le Cabinet du docteur Caligari.

## Discographie

### Enregistrements studio
- Parálisis Permanente/Gabinete Caligari (Tic Tac, 1982/Réédition par Tres Cipreses, 1983). Split EP.
- «Olor a carne quemada» / «¿Cómo perdimos Berlín?» (Tres Cipreses, 1982). 7".
- Obediencia (Tres Cipreses), 1982). EP.
- Que Dios Reparta Suerte (DRO/Tres Cipreses, 1983)
- Cuatro Rosas (DRO/Tres Cipreses, 1985). Mini LP.
- Al Calor del Amor en un Bar (DRO/Tres Cipreses, 1986)
- Camino Soria (EMI, 1987)
- Privado (EMI, 1989)
- Cien Mil Vueltas (EMI, 1991)
- Gabinetissimo (Mercury, 1995)
- ¡Subid la Música! (Get, 1998)

### Compilations
- Los singles (DRO/Tres Cipreses, 1987)
- Héroes de los 80 (DRO, 1991)
- Sombras negras (DRO/Tres Cipreses, 1993)
- Grandes éxitos (EMI, 1993)
- La culpa fue de Gabinete (EMI, 2004)
- Grandes éxitos (EMI, 2005)
- Lo Mejor de Gabinete Caligari (EMI, 2009)

### Singles
- Golpes 1981
- Sombras Negras 1981
- Olor a Carne Quemada 1982
- ¿Cómo Perdimos Berlín? 1982
- Me tengo que Concentrar 1982
- Obediencia 1982
- Mentir 1983
- Sangre Española 1983
- Que Dios Reparta Suerte 1983
- Gasolina con Ricino 1983
- Cuatro Rosas 1984
- ¡Caray! 1984
- El Juego y el Juguete 1986
- El Calor del Amor en un Bar 1986
- Malditos Refranes 1986
- Suite Nupcial 1987
- Camino Soria 1987
- La Sangre de tu Tristeza 1987
- Tócala, Uli 1987
- Solo se Vive una Vez 1987
- Amor de Madre 1989
- Amor Prohibido 1989
- La Culpa fue del Cha Cha Chá 1989
- Lo Mejor de Ti 1991
- Queridos Camaradas 1991
- Delirios de Grandeza 1993
- Truena 1995
- Un Petardo en el Culo 1995
- En Paro 1998
- Nadie me va a Añorar 1998
- Underground 1998

### DVD
- A Tope (1983)
- La culpa fue de Gabinete (EMI, 2004)